# Luchthaven Gamba
Luchthaven Gamba is een luchthaven in Gamba, Gabon (IATA: GAX, ICAO: FOGX).